# Mark Strand
Mark Strand (Summerside, Illa del Príncep Eduard, 11 d'abril de 1934 – Brooklyn, Nova York, 29 de novembre de 2014) fou un poeta, assagista i traductor estatunidenc nascut al Canadà. Va ser nomenat Poeta Llorejat dels Estats Units el 1990. Va ser professor de literatura anglesa i comparada de la Universitat de Colúmbia des de 2005 fins a la seva mort el 2014.

## Biografia
Strand va néixer el 1934 a la població canadenca de Summerside (Illa del Príncep Eduard). Va créixer en una família jueva secular i va passar els seus primers anys a Amèrica del Nord i gran part de la seva adolescència a Amèrica del Sud i Central. El 1957 va obtenir el Bachelor of Arts a l'Antioch College (Ohio). Strand va ser alumne de Josef Albers a la Universitat Yale, on va rebre el Bachelor of Fine Arts el 1959. Amb el Programa Fulbright, Strand va estudiar poesia italiana del segle xix, durant els anys 1960 i 1961. Va assistir a l'Iowa Writers' Workshop a la Universitat d'Iowa l'any següent i va obtenir un Master of Arts el 1962. El 1965 va estar un any al Brasil com a becat Fulbright.
El 1981 Strand va ser elegit membre de l'Acadèmia Americana de les Arts i les Lletres. Va ser nomenat Poeta Llorejat dels Estats Units entre 1990 i 1991. El 1997, va deixar la Universitat Johns Hopkins per acceptar l'Andrew MacLeish Distinguished Service Professorship de pensament social del Committee on Social Thought de la Universitat de Chicago. Entre 2005 i 2006 Strand va tornar a ensenyar literatura i escriptura creativa a la Universitat de Colúmbia (Ciutat de Nova York).
Strand va rebre nombrosos premis, incloent una Beca MacArthur el 1987 i el premi Pulitzer de poesia de 1999, per Blizzard of One.
Strand va morir de liposarcoma el 29 de novembre de 2014 al districte novaiorquès de Brooklyn.

## Obra
Els treballs poètics de Strand comencen a rebre l'interès editorial durant la dècada de 1960 quan comença a publicar els seus primers poemes, de manera que entre 1964 i 2012 es van editar onze reculls de poesia. Molts dels poemes de Strand són nostàlgics i evoquen badies, camps, barques, i pins de la seva infantesa a l'Illa del Príncep Eduard. Es comparà Strand amb Robert Bly en el seu ús de surrealisme, encara que ell va atribuir els elements surrealistes en els seus poemes a l'admiració de les obres de Max Ernst, Giorgio de Chirico i René Magritte. Els poemes de Strand utilitzen un llenguatge senzill i concret, generalment sense rima ni mètrica. En una entrevista de 1971, Strand afirmà: «Em sento gran part d'un nou estil internacional que té molt a veure amb la claredat de dicció, una certa dependència a les tècniques surrealistes, i un fort element narratiu».
Strand ha publicat diversos llibres:
Poesia
- 1964: Sleeping with One Eye Open, Stone Wall Press
- 1968: Reasons for Moving: Poems, Atheneum
- 1970: Darker: Poems, incloent "The New Poetry Handbook", Atheneum
- 1973: The Story of Our Lives, Atheneum ISBN 9780689105760
- 1973: The Sargentville Notebook, Burning Deck
- 1978: Elegy for My Father, Windhover
- 1978: The Late Hour, Atheneum
- 1980: Selected Poems, incloent "Keeping Things Whole", Atheneum
- 1990: The Continuous Life, Knopf ISBN 9780679738442
- 1990: New Poems
- 1991: The Monument, Ecco Press (vegeu també The Monument, 1978, prosa)
- 1993: Dark Harbor: A Poem, Knopf
- 1998: Blizzard of One: Poems, Knopf. Premi Pulitzer 1999
- 1999: Chicken, Shadow, Moon & More, amb il·lustracions de l'autor, Turtle Point Press
- 1999: "89 Clouds", ACA Galleries (New York)
- 2006: Man and Camel, Knopf[1] ISBN 9780375711268
- 2007: New Selected Poems[14]
- 2012: Almost Invisible, Random House, ISBN 9780307957313
- 2014: Collected Poems, Knopf ISBN 0385352514

Prosa
- 1978: The Monument, Ecco (vegeu també The Monument, 1991, poesia) ISBN 9780880012744
- 1982: Contributor: Claims for Poetry, editat per Donald Hall, University of Michigan Press
- 1982: The Planet of Lost Things, infantil
- 1983: The Art of the Real, crítica d'art, C. N. Potter
- 1985: The Night Book, infantil
- 1985: Mr. and Mrs. Baby and Other Stories, contes curts, Knopf ISBN 9780880013864
- 1986: Rembrandt Takes a Walk, infantil
- 1987: William Bailey, crítica d'art, Abrams
- 1993: Contributor: Within This Garden: Photographs by Ruth Thorne-Thomsen, Columbia College Chicago/Aperture Foundation
- 1994: Hopper, crítica d'art, Ecco Press ISBN 9780307957108
- 2000: The Weather of Words: Poetic Invention, Knopf
- 2000: With Eavan Boland, The Making of a Poem: A Norton Anthology of Poetic Forms, Norton (New York)

Traduccions
- 1971: 18 Poems from the Quechua, Halty Ferguson[1]
- 1973: The Owl's Insomnia, poemes de Rafael Alberti, Atheneum[1]
- 1976: Souvenir of the Ancient World, poemes de Carlos Drummond de Andrade, Antaeus Editions[14]
- 2002: Looking for Poetry: Poems by Carlos Drummond de Andrade and Rafael Alberti, with Songs from the Quechua[14]
- 1993: Col·laboració: "Canto IV", Dante's Inferno: Translations by Twenty Contemporary Poets editat per Daniel Halpern, Harper Perennial
- 1986, segona una font, o 1987, segons una altra:[7] Traveling in the Family, poemes de Carlos Drummond de Andrade, amb Thomas Colchie; traducció amb Elizabeth Bishop, Colchie, i Gregory Rabassa) Random House[7]

Editor
- 1968: The Contemporary American Poets, New American Library[1]
- 1970: New Poetry of Mexico, Dutton[1]
- 1976: Another Republic: Seventeen European and South American Writers, amb Charles Simic, Ecco[1]
- 1991: The Best American Poetry 1991, Macmillan[7]
- 1994: Golden Ecco Anthology, Ecco Press[7]
- 1994: The Golden Ecco Anthology[1]
- 2005: 100 Great Poems of the Twentieth Century, W. W. Norton[1]

### Traduccions al català
- Rufaga d'un. (Edició bilingüe), traduït per Joan Todó.[15]